# Les Œufs verts au jambon
Les Œufs verts au jambon (Green Eggs and Ham) est une série télévisée d'animation comique franco-américaine en vingt-trois épisodes de 28 minutes créée par Jared Stern (en) pour la plateforme Netflix. Adaptée de l'œuvre du Dr Seuss, la série est notamment produite par Ellen DeGeneres.
Elle est diffusée à partir du 8 novembre 2019 sur Netflix, et met en scène les aventures de Sam C'est-Moi (Sam I Am en version originale) et Tom Est-Ce-Moi (Guy Am I), personnages totalement opposés partis à la rescousse d'un animal en danger. Les épisodes de la deuxième saison sont mis en ligne à partir du 8 avril 2022.

## Synopsis
Sam C'est-Moi, éternel optimiste et défenseur des animaux, sauve un très rare Pouletrafe (Chickeraffe en VO) d'un zoo et compte le ramener dans son habitat naturel. Alors qu'il croise Tom Est-Ce-Moi, un inventeur raté, au détour d'un café et d'œufs verts au jambon, Sam échange malencontreusement sa mallette avec celle de Tom. Les deux personnages se retrouvent malgré eux pris dans une aventure qui les verra affronter de nombreux obstacles, avec à leurs trousses McWinkle et Gluntz, qui souhaitent s'emparer du Pouletrafe...

## Fiche technique
- Titre original : Green Eggs and Ham
- Titre français : Les Œufs verts au jambon
- Création : Jared Stern (en), d'après l'œuvre du Dr Seuss
- Réalisation : Cody Cameron, Aurian Redson, Piero Piluso, Lawrence Gong, Bradley Raymond
- Musique : David Newman
  - Chanson de générique : Backflip de Rivers Cuomo
- Production : Helen Kalafatic
  - Production déléguée : Jared Stern (en), Ellen DeGeneres, David Dobkin, Sam Register, Mike Karz, Jeff Kleeman
- Sociétés de production : Gulfstream Television, A Stern Talking To, A Very Good Production Inc., Warner Bros. Animation
- Pays de production :  États-Unis et  France
- Langue originales : anglais et français

## Distribution

### Voix originales
- Michael Douglas : Guy Am I
- Adam DeVine : Sam I Am
- Keegan-Michael Key : le narrateur
- Eddie Izzard : Snerz
- Jillian Bell : Gluntz
- Diane Keaton : Michellee
- Jeffrey Wright : McWinkle
- Ilana Glazer : E.B.
- Tracy Morgan : Michael, le renard
- Daveed Diggs : Squeaky, la souris
- John Turturro : Goat
- Billy Eichner : Mr. Bigman
- Dee Bradley Baker : Mr. Jenkins, le Pouletrafe (Chickeraffe en VO)
- Patricia Clarkson : Pam I Am (saison 2)
- Hector Elizondo : Dooka

### Voix françaises
- Vincent Violette : Tom Est-Ce-Moi
- Pascal Nowak : Sam C'est-Moi
- Philippe Catoire : le narrateur
- Michel Dodane : Snerz
- Céline Melloul : Gluntz et Marilyn Blouse
- Brigitte Virtudes : Michellee
- Frédéric Souterelle : McWinkle
- Adeline Chetail : E.B.
- Franck Sportis : Michael, le renard
- Fred Colas : Couineur, la souris
- Annie Milon : Pam C'est-Moi (saison 2)
- Martial Le Minoux : Joaquin
- Nathalie Homs : Hazel
- Brigitte Guedj : Douchesse
- Benjamin Pascal : Looka
- Vincent Ropion : Guy Watcher
- Caroline Combes : Sandra la poule, voix additionnelles

## Production
La série est annoncée le 29 avril 2015 par Netflix via la commande de treize épisodes. Dans le même temps, le site Deadline.com annonce que la production durera trois ans et que la série sera l'une des séries d'animation les plus coûteuses de Netflix, avec un coût de production de 6 000 000 $ par épisode. Elle est diffusée à partir du 8 novembre 2019.
Le 19 février 2019, la distribution de la série est annoncée : Michael Douglas et Adam DeVine seront les voix des personnages principaux, alors que Diane Keaton, Ilana Glazer, Eddie Izzard, Tracy Morgan, Daveed Diggs, John Turturro, Jeffrey Wright et Jillian Bell prêteront leurs voix aux personnages secondaires.
En décembre 2019, la série est renouvelée par Netflix pour une deuxième saison. La deuxième saison est mise en ligne par Netflix à partir du 8 avril 2022.

## Accueil critique
La série est très bien reçue par la critique lors de sa diffusion en novembre 2019. Sur le site d’agrégation de critiques Rotten Tomatoes, le taux d'approbation est de 100%, basé sur 8 critiques. Le consensus du site indique « Les critiques aiment son animation, sa façon de jouer avec les attentes. Avec des blagues loufoques et des surprises surprenantes, vous aimerez peut-être Les Œufs verts au jambon. ».